# Ectopleura venusta
Ectopleura venusta is een hydroïdpoliep uit de familie Tubulariidae. De poliep komt uit het geslacht Ectopleura. Ectopleura venusta werd in 1950 voor het eerst wetenschappelijk beschreven door Yamada. 